# Hińcza von Rogów

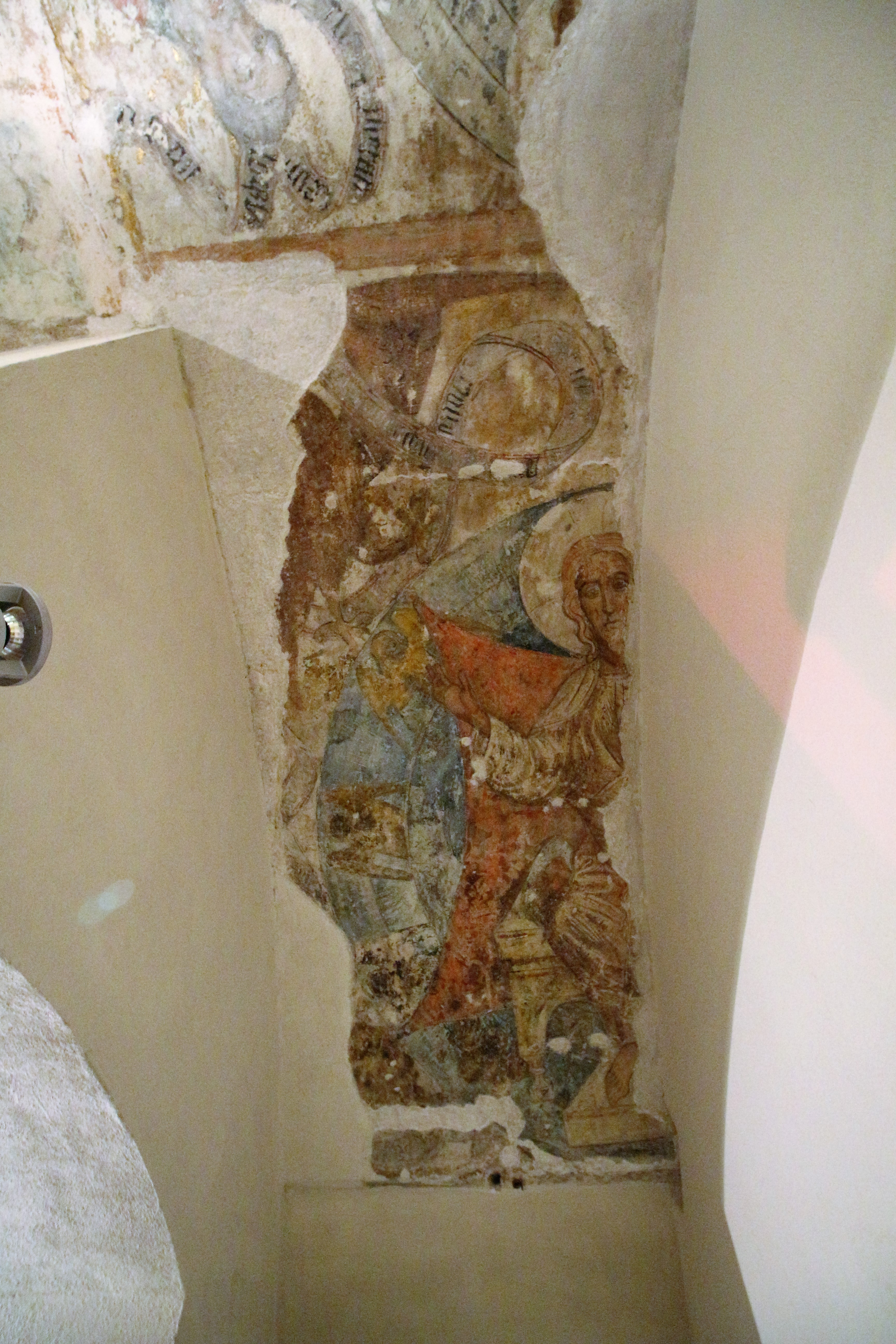
Fresken in der Rogowski-Kapelle

Hińcza von Rogów, auch Jan Hińcza von Rogów der Wappengemeinschaft Działosza  (polnisch auch: Hińcza z Rogowa oder Jan Hińcza z Rogowa; * 1405–1410; † 29. September 1473), war ein berühmter polnischer Ritter, Kastellan, Großkronschatzmeister und Mäzen.

## Leben
Hińcza von Rogów war Sohn Hińczka von Rogów und Ofka (Eufemia). Sein Bruder war Heinrich von Rogów. 1427 ging er an den Königshof von Władysław II. Jagiełło, fiel dort jedoch in Ungnade, da ihm ein Verhältnis mit der Königin Sophie Holszańska nachgesagt wurde. Er schloss sich daraufhin den polnischen Hussiten unter Spytko von Mahlstein an. Später wechselte er jedoch die Seiten und kämpfte in der Schlacht bei Grotniki auf der Seite des Königs. 1440 begleitete er den neuen polnischen König Władysław III. nach Ungarn, wo dieser ebenfalls zum ungarischen König gekrönt wurde. Ab 1445 verwaltete er als Burggraf die Burg Mirów. Er kämpfte später auf der Seite des Königs im Dreizehnjährigen Krieg gegen den Deutschen Orden und trat als Gesandter und Diplomat des Königs auf. Er war an den Verhandlungen des Zweiten Friedens von Thorn beteiligt. Gleichzeitig erlangte er zahlreiche Ämter als Kastellan und Starost, so dass er zu einem beträchtlichen Vermögen kam. 1459 ließ er in der Wawel-Kathedrale eine Grabkapelle für seine Familie errichten, die Rogowski-Kapelle. Daneben stiftete er mehrere Kirchen und Klöster, bzw. beteiligte sich an den Stiftungen anderer, so zum Beispiel bei der Krakauer Bernhardinerkirche, der Krakauer Agneskirche, der Kreuzerhöhungskirche in Kole sowie die Krakauer Spitäler an der Heilig-Geist-Kirche und an der Hedwigskirche. In seinem Testament vermachte er der Wawel-Kathedrale sein Tafelsilber. Seine Ehe mit Dorota Koziegłowska der Wappengemeinschaft Lis blieb kinderlos. Er wurde in der Rogowski-Kapelle auf dem Wawel beigesetzt.